# (9795) Deprez
(9795) Deprez est un astéroïde de la ceinture principale.

## Description
(9795) Deprez est un astéroïde de la ceinture principale. Il fut découvert le 15 avril 1996 à La Silla par Eric Walter Elst. Il présente une orbite caractérisée par un demi-grand axe de 2,91 UA, une excentricité de 0,07 et une inclinaison de 1,8° par rapport à l'écliptique.

## Compléments